# 舍夫琴科韋 (舍夫琴科韋鎮級市鎮)
49°52′6″N 37°18′18″E / 49.86833°N 37.30500°E
舍夫琴科韋（烏克蘭語：Шевченкове）是位於烏克蘭東部的村莊，由哈爾科夫州庫皮揚斯克區的舍夫琴科韦镇级市镇負責管轄。該村處於大布爾盧克河左岸，始建於1920年，面積0.31平方公里，海拔高度172米，2001年人口54，人口密度每平方公里174.19人。